# Sender Bernburg
Der Sender Bernburg ist eine Einrichtung der Deutschen Telekom AG zur Verbreitung von Rundfunk-Programmen.

## Über die Sendeanlage

### Heutiger UKW- und Mobilfunksender
Der Antennenträger kommt ein silbergrauer, 1991 errichteter, abgespannter Stahlrohrmast von 40 Meter Höhe zum Einsatz. Er dient zur Verbreitung des Programms von Rockland Sachsen-Anhalt auf 95,0 MHz und als Mobilfunksender.

### Ehemaliger Mittelwellensender
Als Mittelwellensender existierte der Sender Bernburg schon zu DDR-Zeiten. Er diente zur Versorgung des Landes Sachsen-Anhalt bzw. der Bezirke Halle und Magdeburg und wurde zeitweise als Sender Halle oder Sender Halle-Bernburg bezeichnet. Der 20-kW-Sender ging am 24. Dezember 1946 in Betrieb, in der Anfangszeit musste jedoch oft mit reduzierter Leistung gearbeitet werden, im Jahre 1949 fiel er für sechs Monate ganz aus. Bis 1952 wurde das Programm des „Landessenders Halle“ des MDR ausgestrahlt, anschließend wechselnde Programme des zentralisierten Rundfunks der DDR.
Als Sendemast diente bis 1962 ein Holzmast, der ursprünglich in Königs Wusterhausen stand und 1945/46 von dort nach Bernburg verlegt wurde.
Die Frequenz wechselte häufig, von anfangs 1303 kHz zu 1196 kHz (1950), 1570 kHz (ca. 1960), 1385 kHz (1970er Jahre), 1430 kHz, 1431 kHz (1978), 1341 kHz (1980er Jahre). Gegen Ende der DDR wurde er auf 657 kHz nur nachts eingesetzt, während tagsüber mit 250 kW vom Sender Burg gesendet wurde. Zuletzt wurde mit 5 kW auf 1170 kHz gesendet. Als Antennenträger wurde ein gegen Erde isolierter, kapazitiv verlängerter Stahlfachwerkmast bei 51° 48′ 37″ N, 11° 43′ 19″ O von 51 Meter Höhe benutzt, welcher 1962 als Ersatz für den oben erwähnten Holzmast errichtet wurde. Bei Google earth ist der MW-Sendemast auf einem Satellitenbild vom 1. Juni 2000 unter den angegebenen Koordinaten sichtbar.
Nach der Wende wurde das Programm von Radio Sachsen-Anhalt ausgestrahlt, mit der Übernahme durch den MDR am 1. Januar 1992 wurde der Sendebetrieb eingestellt. Der Sendemast wurde im Herbst 2006 demontiert.
Im seit 1978 gültigen Genfer Wellenplan war für den Standort Bernburg ein Mittelwellenkleinsender (1485 kHz, 1 kW) vorgesehen. Dieser wurde allerdings nicht genutzt.

## Frequenzen und Programme

### Analoger Hörfunk (UKW)
| Frequenz (MHz) | Programm                | RDS PS   | RDS PI | Regionalisierung | ERP (kW) | Antennendiagramm rund (ND)/gerichtet (D) | Polarisation horizontal (H)/vertikal (V) |
| -------------- | ----------------------- | -------- | ------ | ---------------- | -------- | ---------------------------------------- | ---------------------------------------- |
| 95,0           | Rockland Sachsen-Anhalt | ROCKLAND | D3DA   | −                | 1        | D (10–340°)                              | H                                        |